# Bolesław Tomaszewski
Bolesław Tomaszewski, ps. Ostroga, Bat, Bolesław, Warta (ur. 1909, zm. 1985) – przedwojenny zawodowy oficer piechoty w stopniu kapitana, dowódca Oddziału I i III Komendy Obszaru nr 3 II Okręgu Lwów Armii Krajowej (kwiecień 1943 - 31 lipca 1944).
Od września 1944 zastępca dowódcy Zgrupowania Warta w stopniu podpułkownika.